# Lista dos reis de Nanchao
O povo cuanman chegou ao poder em Iunã ao apoiarem Zhuge Liang em sua Campanha Sul em 225. No século IV eles ganharam o controle da região, mas se rebelaram contra a dinastia Sui em 593 e foram destruídos por uma expedição retaliatória em 602. Os Cuanman então se dividiram em dois grupos conhecidos como Wuman (Mywa Preto) e Baiman (Mywa Branco).  As tribos Baiman, que são consideradas as antecessoras do povo Bai, estabeleceram-se na terra fértil do oeste de Iunã em torno do lago Erhai. Já os Wuman, considerados predecessores do povo Yi, estabeleceram-se nas regiões montanhosas do leste de Iunã. E se estabeleceram nas seguintes tribos: Mengshe (蒙舍), Mengxi (蒙嶲), Langqiong (浪穹), Tengtan (邆賧), Shilang (施浪), e Yuexi (越析). Cada tribo era conhecida como chao (zhao). 
Em 649, o chefe da tribo Mengshe do povo Wuman, Xinuluo (細奴邏), fundou Dameng (大蒙, Grande Meng) e levou o título de Qijia Wang (奇嘉王; "Rei Excepcional"). Xinuluo reconheceu a suserania Tang.  Em 652, Xinuluo absorveu as terras dos Baiman reinados por Zhang Lejinqiu, que governava do lago Erhai até a Montanha Cang. Este evento ocorreu pacificamente quando Zhang procurou Xinuluo por vontade própria. O acordo foi consagrado sob um pilar de ferro em Dali.  Depois disso, Baiman e Wuman atuaram como administradores e guerreiros, respectivamente. 
No ano 737, com o apoio da dinastia Tang, o bisneto de Xinuluo, Piluoge (皮羅閣), reuniu novamente os seis chaos que haviam sido conquistado pelo Império Tibetano estabelecendo um novo reino chamado Nanchao. A capital foi fundada em 738 em Taihe (local da atual vila de Taihe, alguns quilômetros ao sul de Dali).  Localizado no coração do vale de Erhai. O local era ideal, poderia ser facilmente defendido contra ataques e estava no meio de terras ricas.  
| Numero | Nome                        | em Chinês    | Vida      | Reinado |
| ------ | --------------------------- | ------------ | --------- | ------- |
| 1      | Meng Xinuluo                | 蒙細奴邏     | 617-674   | 649-674 |
| 2      | Meng Luosheng               | 蒙邏盛       | 634-712   | 674-712 |
| 3      | Meng Shengluopi             | 蒙盛邏皮     | 673-728   | 712-728 |
| 4      | Meng Piluoge                | 蒙皮邏閣     | 697-748   | 728-748 |
| 5      | Meng Geluofeng              | 蒙閣羅鳳     | 712-779   | 748-779 |
| 6      | Meng Yimouxun               | 蒙異牟尋     | 754-808   | 779-808 |
| 7      | Meng Xungequan              | 蒙尋閣勸     | 778-809   | 808-809 |
| 8      | Meng Quanlongcheng          | 蒙勸隆晟     | 798-816   | 809-816 |
| 9      | Meng Quanli(sheng)          | 蒙勸利(晟)   | 802-823   | 816-823 |
| 10     | Meng Quanfengyou            | 蒙勸豐祐     | ???-859   | 823-859 |
| 11     | Meng Shilong                | 蒙世隆       | 844-d.877 | 859-877 |
| 12     | Meng Longshun ("Dafengmin") | 蒙大封民隆舜 | ???-897   | 878-897 |
| 13     | Meng Shunhuazhen            | 蒙舜化貞     | 877-902   | 897-902 |